# Одиозный долг
Одиозный долг (также нелегитимный долг) (англ. odious debt), в международном праве — юридическая теория, которая гласит, что государственный долг, набранный режимом не в общенациональных целях, а для своей собственной поддержки, может не признаваться должником после свержения указанного режима. Такой долг считается долгом режима, а не страны.

## Возникновение
Доктрина впервые была сформулирована российским эмигрантом-правоведом Александром Заком и основывалась на прецеденте XIX века, а именно, отказе Мексики выплачивать долги, которые были созданы императором Максимилианом, а также на непризнании США долга Кубы, созданного в период испанского колониального правительства.
Так, Зак пишет:

Когда деспотический режим привлекает долг не для удовлетворения нужд и интересов государства, а лишь для своего собственного усиления, подавления восстания и т. д., данный долг является одиозным для населения такой страны. Этот долг не должен быть юридически обязывающим; это долг режима, персональный долг, который привлекал правитель и, следовательно, он прекращает существовать с падением режима. Причина, по которой данный долг не может быть атрибутирован самому государству состоит в том, что он не выполняет основное условие, необходимое для легализации долга, а именно, долг должен привлекаться и использоваться для удовлетворения интересов государства. Одиозный долг, который был привлечен и потрачен, с учетом знания кредитора, на цели противные, указанным выше, не является юридически обязывающим для нации (в тех пределах, в которых он ею был потрачен на правомерные цели), если она скинула указанный деспотичный режим.

## Принятие
Патрисия Адамс, Исполнительный директор Probe International, автор книги Odious Debts: Loose Lending, Corruption, and the Third World’s Environmental Legacy, поддерживает данную доктрину:
давая кредиторам стимул одалживать деньги лишь на те цели, которые являются транспарентными или служат общественному благу, тиранические режимы потеряют свою возможность спонсировать репрессивный аппарат.
В аналитическом отчёте, выпущенном Институтом Катона, Адамс заявила, что долг, набранный иракским государством в период правления Саддама Хусейна, является одиозным.
Статья экономистов Симы Ячандран и Майкла Кремера возродила интерес к данной доктрине, так как по их мнению, она может быть эффективно использована против диктаторов как один из видов санкций.

## Применение
В декабре 2008 года, Рафаэль Корреа, президент Эквадора, заявил, что государственный долг страны является одиозным, так как был создан предыдущим деспотическим и коррупционным режимом.
После революции в Гаити раздавались призывы признать долг прошлого диктатора одиозным. Так в феврале 2008 года, резолюция в поддержку указанной инициативы набрала 66 голосов в Сенате США.